# 김기선 (법학자)
김기선(金基善, 1918년 10월 11일~2012년 10월 13일)은 대한민국의 민법학자이다.

## 생애
경상남도 거창군에서 8남매 중 차남으로 1918년 음 10월 11일에 출생하였다. 1944년 4월 21일 최옥순(崔玉順) 여사와 혼인하여 1988년 현재 아들 규성(圭性 자부 홍경희), 재성(在性 자부 김태은), 지성(志性 자부 김윤숙)과 딸 난순(蘭順 사위 이동복), 경순(庚順 사위 김대걸)을 낳았고, 손자 시호(時浩) 등 3명, 손녀 시림(時林) 등 4명, 외손자 이종원(李鍾遠) 등 3명과 외손녀 이지원(李智遠)을 두었다. 서울대학교 법과대학 교수와 서울대학교 학생처장을 역임하고, 성균관대학교, 한양대학교 등 여러 대학에서 교수로서 학장을 역임하였다. 호는 동은(柊隱)이다 성균관대학교에서 사법시험 합격자를 고려대학교 합격자를 넘어서게 하였고, 한양대학교에서 사법시험 합격자를 많이 배출하게 했다. 한편 학자로서 학문의 발전을 위한 학회를 설립하여 지원하는 일이 중요함을 강조하여 한국재산법학회를 1982년 9월에 창립하였으며 학계의 발전에 기여했다.

## 학력
- 1937. 3. 휘문고등보통학교 졸업
- 1941. 12.  메이지 대학 졸업
- 1942. 10. 규슈 제국대학 입학
- 1944. 3. 일본 학도지원병 거부로 위 대학 중퇴
- 1972. 2. 부산대학교로부터 명예법학박사 학위 받음

## 경 력

### 학 교
- 1946.9.~1947.12. 부산대학교 전임강사
- 1948.2. 서울대학교 법학대학 전임강사
- 1948.5. 서울대학교 법학대학 조교수
- 1958.2.~1959.9. 서울대학교 법과대학 교무과장
- 1959.9. 서울대학교 법과대학 부교수
- 1962.2.~1966.6. 서울대학교 법과대학 교수
- 1965.1. 서울대학교 학생처장
- 1965.1. 대여장학금위원회 위원
- 1966.6. 전국실업고교 교사재교육 강사
- 1966.7.~1974.1. 성균관대학교 법정대학 교수
- 1971.1. 성균관대학교 법정대학 학장
- 1974.1.~1978.1. 한양대학교 법정대학 학장(교수)
- 1978.3.~1979.10. 인하대학교 법경대학 교수
- 1979.10.~1980.2. 청주사범대학 학장
- 1980.3.~1982.2. 인하대학교 법경대학 학장(교수)
- 1985.3.~1985.8. 계명대학교 사회과학대학 학장(교수)
- 1985.9.~ 숭실대학교 법과대학 특별대우교수

### 학술활동
- 1969.6. 국토통일원 연구위원
- 1981.8. 자유중국 대만 시찰(대북대동공업학원 초청)
- 1982.9. 한국재산법학회 회장.

### 사회 활동
- 1949.9. 중등학교교사자격 시험위원
- 1950.3. 대학입학자격검정고시위원
- 1959.6. 고등고시위원(이후 수차 역임)
- 1961.12. 학사자격고시 제1차 출제위원
- 1962.1. 대학입학자격 국가고사 소위원회 위원
- 1962.2, 학사자격고시 전공과목 출제 및 채점위원
- 1962.6. 사법시험위원(이후 수차 역임)
- 1964.2. 한·태협회 이사
- 1965.5. 제1회대학입학자격검정고시 서울대학교 위원
- 1965.5. 대한독립투사기념사업추진위원
- 1965.7. 제6회 3급공무원경쟁채용시험 제2차 시험위원
- 1966.12. 변리사시험위원(이후 수차 역임)
- 1966.12. 대한상공회의소 상사중재위원회 중재인
- 1967.9. 군법무관 임용 시험위원(이후 수차 역임)
- 1968.5. 3급국가공무원 시험위원(이후 수차 역임)
- 1969.6. 경찰 및 소방간부후보생 선발 시험위원
- 1972.4. 대한교육연합회 교권옹호위원
- 1973.2. 학교법인 동양학원 관선이사
- 1974.4. 제1회 외무고등고시 제2차 시험위원
- 1980.3. 충북교육위원회에 1,000만원 위탁하여 동은장학회 설립함
- 1982.2. 인천시 정책자문위원회 치안분과위원장
- 1983.12. 제3회 대구직할시 문화상 심사위원
- 1987.6. 한일협력위원회 상임위원

## 상훈
- 1960넌 녹조소성훈장

## 연구업적

### 단행본
- 물권법, 수문관, 1953.
- 채권법총론, 수문관, 1953.
- 물권법강의, 위성문화사, 1954.
- 채권총론강의, 위성문화사, 1954.
- 채권법, 정음사, 1956.
- 민법총칙, 민중서관, 1957.
- 채권법론, 법문사, 1957.
- 신물권법, 민중서관, 1958.
- 신민법총칙, 민중서관, 1958.
- 신채권각론, 법문사, 1960
- 한국물권법, 법문사, 1961.
- 한국민법총칙, 법문사, 1962.
- 한국채권법총론, 법문사, 1963.
- 한국채권법각론, 법문사, 1968.
- 한국채권법총론[전정판], 법문사, 1975.
- 한국물권법[전정판], 법문사 1979.
- 한국채권법각론[제이전정판], 법문사, 1982.
- 한국민법총칙[삼개정증보판], 법문사, 1985.
- 한국물권법[개정판], 법문사 1985.
- 한국채권법총론[제삼전정판], 법문사, 1987.

### 논 문
- "신법학에 관한 소고", 법대학보, 창간호, 서울대학교 법과대학, 1954.6.
- "주권재민에 관하여", 중앙문화, 창간호, 중앙대학교 문화부
- "민법개정에 관하여", 대학신문, 제116호, 서울대학교, 1955.6.13.
- "민법전의 연혁과 관련하여", 법정, 제10권제9호, 1955.9.
- 김기선 외 3인, "민법초안비판(특집)", 대학신문, 제165호, 서울대학교, 1956.11.
- "민법안 제2조의 구명에 관하여", 법정, 제11권제11호 1956.11.
- "부동선거래와 등기", 고시와 전형, 제5권제7호, 1956.11.
- "공동소유의 입법적 고찰", 법대학보, 제4권제1호, 서울대학교 법과대학, 1957.7.
- "사법의 공공성", 고시계, 제11호, 1957.10.
- "민법의 법원" 고시계, 제12호, 1957.11.
- "의사표시의 구성요건과 효력", 고시계, 제13호, 1957.12.
- "신채권법의 구빈적 경향", 법제, 제2권제1호, 1958.1.
- "점유권의 의의급성질", 고시계, 제14호, 1958.1.
- "점유권의 득상변경", 고시계, 제15호, 1958.3.
- "담보물권의 통칙성", 고시계, 제16호, 1958.4.
- "점유소권", 고시계, 제17호, 1958.5.
- "양도담보", 고시계, 제18호, 1958.6.
- "질권", 고시계, 제19권, 1958.7.
- "질권의 종류", 고시계, 제21호, 1968.10.
- "시험과 학생", 법대학보, 제5권제1호, 서울대학교 법과대학, 1958.11.
- "물권변동에 있어서의 공시와 물권존재에 대한 공신", 고시계, 제3권제9호, 1958.11.
- "채무의 인수", 고시계, 제3권제10호, 1958.12.
- "채권의 양도", 고시계, 제4권제1호, 1959.1.
- "대위의 변제", 고시계, 제4권제2호, 1959.2.
- "대물변제", 고시계, 제4권제3호, 1959.3.
- "손해배상채권의 성립요건", 고시계, 제4권제4호, 1959.4.
- "사무관리", 고시계, 제4권제5호, 1959.5.
- "부당이득", 고시계, 제4권제6호, 1959.6.
- "지상권", 고시계, 제4권제7호, 1959.7.
- "불법행위", 고시계, 제4권제8호, 1959.8.
- "행위의 위법성", 고시계, 제4권제9호, 1959.9.
- "양도담보", 기업경영, 제3권제1호, 생산성본부, 1960.1.
- "특수한 불법행위", 고시계, 제5권제1호, 1960.1.
- "손해배상", 기업경영, 제3권제2호, 생산성본부, 1960.2.
- "쌍무계약의 효력", 고시계, 제5권제2호, 1960.2.
- "연대채무와 보증채무", 기업경영, 제3권제2호, 생산성본부, 1960.3.
- "매도인의 담보책임", 고시계, 제5권제3호, 1960.30.
- "법인의 조직변경 및 소멸", 고시계, 제5권제4호, 1960.4.
- "하자있는 의사표시", 고시계, 제5권제5호, 1960.5.
- <판례연구>"피용자의 사무집행", 법학 제2권제1호, 서울대학교, 1960.6.
- "권리의 남용", 고시계, 제5권제6호, 1960.6.
- "민법에서 본 거짓말", 기업경영, 제3권제7호, 생산성본부, 1960.7.
- "물권변동의 공시와 물권존재의 공신", 고시계, 제5권제9호, 1960.9.
- "법률상의 사무관리", 기업경영, 제3권제10호, 생산성본부, 1960.10.
- "물권적청구권", 고시계, 제5권제10호, 1960.10.
- "계약의 해제", 기업경영, 제3권제11호, 생산성본부, 1960.11.
- "신민법 제186조 및 제188조1항에 관하여", 법학, 제2권제2호, 서울대학교, 1960.12.
- "대차", 기업경영, 제3권제12호, 생산성본부, 1960.12.
- "입회권", 고시계, 제5권제12호, 1960.12.
- "불법행위", 기업경영, 제4권제2호, 생산성본부, 1961.2.
- "소유권의 서론", 고시계, 제6권제2·3호, 1961.3.
- "민법상의 추인", 고시계, 제6권제1호, 1961.11.
- "유수이용권", 고시계, 제6권제12호, 1961.12.
- "농어촌고리채정리와 법적 고찰", 신사조, 창간2월호, 1962.2.
- "법인의 설립행위", 고시계, 제7권제2호, 1962.2.
- "화해를 논함", 고시계, 제7권제3호, 1962.3.
- "준사무관리", 고시계, 제7권제4호, 1962.4.
- "이자제한법(법령해설)", 고시계, 제7권제5호, 1962.5.
- "원시농촌과 초현대도시 -- 당면한 위기를 극복하는 데는 인간개조가  선행되어야 한다", 신사조, 6월호, 1962.6.
- "증여의 제점", 고시계, 제7권제8호, 1962.8.
- "채권법의 기본원칙", 고시계, 제7권제9호, 1962.9.
- "채권자취소권", 고시계 제7권제10호, 1962.10.
- "선택채권", 고시계, 제7권제11호, 1962.11.
- "매수인의 보호", 고시계, 제7권제12호, 1962.12.
- "조합의 단체성", 법정, 제17권제12호, 1962.12.
- "신민법상의 입회권에 관하여", 법정, 제18권제1호, 1963.1.
- "채무와 책임 및 자연채무", 고시계, 제8권제1호, 1963.1.
- "채권의 목적과 한계", 고시계, 제8권제2호, 1963.2.
- "임차권의 본질에 관하여", 법조, 제12권제3호, 1963.3.
- "채권의 소멸", 사법행정, 제4권제3호, 1963.3.
- "고용", 고시계, 제8권제4호, 1963.4.
- "동산저당에 관하여", Fides, Vol.X, No.1, 서울대학교 법학연구소, 1963.5.
- "가등기권리자의 본등기절차", Fides, Vol.X No.1, 서울대학교 법학연구소, 1963.6.
- "견본매매", 고시계, 제8권제6호, 1963.6.
- "선의취득", 법정, 제18권제6호, 1963.6.
- "동시이행의 항변권", 고시계, 제8권제7호, 1963.7.
- "도급에 있어서의 제문제", 고시계, 제8권제8호, 1963.8.
- "군정과 입법", Fides, Vol.X,No.3, 서울대학교 법학연구소, 1963.9.
- "매도인의 하자담보책임", 법정, 제18권제10호, 1963.10.
- (법률연습)"민법" '을이 갑의 토지를 매수하되 인도만 있고 아직 이전등기를 필하지 않았으면 대금지급1을 거절할 수 있는가', Fides, Vol. X, No. 4, 서울대학교 법학연구소, 1963.11.
- "계약성립의 시기와 승낙효력발생의 시기", 고시계, 제9권제1호, 1964.1.
- "저당부동산 제3취득자의 보호", 고시계, 제9권제2호, 1964.2.
- "신민법의 성격 및 기본구조", 고시계, 제9권제6호, 1964.6.
- "불법원인급여", 사법행정, 제5권제7호, 1964.7.
- "위임의 성질", 고시계, 제9권제8호, 1964.8.
- "민법상의 취소", Fides, Vol. X, No.1, 서울대학교 법학연구소, 1964.9.
- "법인의 설립행위", 고시계, 제9권제9호, 1964.9.
- "사권의 행사", 고시계, 제9권제11호, 1964.11.
- "조건부법률행위", 법정, 제20권제2호, 1965.2.
- "법률행위의 부관", 법전월보, 제7집, 1965.2.
- "현행민법 제245조 제2항은 개정할 필요가 없다 -- 국회에 제출한 민법중 개정법률안을 보고", 법전월보, 제10집, 1965.5.
- "자기희생을 할 줄 알아야(권두언)", Fides, Vol. XII, No.1, 1965.6.
- "민법 제742조에 있어서의 「법률상 원인없이」에 관하여", 고시계, 제10권제9호, 1965.9.
- "불법행위로 인한 손해배상의 범위 및 액수", 고시계, 제11권제1호, 1966.1.
- "화해", 고시계, 제11권제4호, 1966.4.
- "임차권의 양도 및 임차물의 전대", 고시계, 제11권제6호, 1966.6.
- "소비대차",사법행정, 제7권제7호, 1966.7.
- "현상광고", 고시계, 제11권제10호, 1966.10.
- "환매", 고시계, 제12권제1호, 1967.1.
- "인도", 고시계, 제12권제5호, 1967.5.
- "비채변제", 고시계, 제12권제8호, 1967.8.
- "공탁", 고시계, 제12권제9호, 1967.9.
- "제3자를 위한 계약", 고시계, 제12권제11호, 1967.11.
- "종신정기금계약", 고시계, 제13권제1호, 1968.1.
- "민법 이외의 법률에 의한 저당권", 고시계, 제13권제6호, 1968.6.
- "동산질권의 공시", 고시계, 제13권제8호, 1968.8.
- "선의취득", 고시계, 제13권제10호, 1968.10.
- "취득시효", 고시계, 제13권제11호, 1968.11.
- "양도담보", 고시계, 제13권제12호, 1968.12.
- "저당권실행에 있어서의 제문제점", 고시계, 제14권제2호, 1969.2.
- "점유보호청구권", 고시곙, 제14권제3호, 1969.3.
- "합유와 총유", 고시계, 제14권제5호, 1969.5.
- "공유", 고시계, 제14권제6호, 1969.6.
- "무효인 법률행위의 추인", 고시계, 제14권제9호, 1969.9.
- "소유권의 제한", 고시계, 제14권제10호, 1969.10.
- "점유권의 기본개념", 고시계, 제14권제12호, 1969.12.
- "권리질의 성질 및 객체", 고시계, 제15권제3호, 1970.3.
- 근저당", 고시계, 제15권제4호, 1970.4.
- "담보불권의 성질", 고시계, 제15권제7호 1970.7.
- "물권적청구권", 고시계, 제15권제9호, 1970.9.
- "지역권", 고시계, 제15권제12호, 1970.12.
- "전세권의 성질", 고시계,제16권제1호, 1971.1.
- "지상권", 고시계, 제16권제3호, 1971.3.
- "저당권과 임차권과의 관계", 고시계, 제16권제4호, 1971.4.
- "동산질", 고시계, 제16권제7호, 1971.7.
- "불법행위의 위법성에 관하여", 고시계, 제17권제7호, 1972.7.
- "불법행위의 효과", 고시계, 제17권제10호, 1972.10.
- "무과실책임주의에 관하여", 고시계, 제17권제11호, 1972.11.
- "청약과 승낙에 의한 계약의 성립", 고시계, 제18권제1호, 1973.1.
- "수급인·도급인의 의무", 고시계, 제18권제3호, 1973.3.
- "조합의 업무집행", 고시계, 제18권제5호, 1973.5.
- "부당이득의 요건", 고시계, 제18권제6호, 1973.6.
- "조합의 성질", 고시계, 제18권제10호, 1973.10.
- "지명채권의 공시 및 공신", 고시계, 제19권제2호, 1974.2.
- "채권양도의 성질 및 채권의 양도성", 고시계, 제19권제3호, 1974.3.
- "채권의 본질", 고시계, 제19권제5호, 1974.5.
- "채권의 목적인 급여에 관하여", 고시계, 제19권제6호, 1974.6.
- "제3자의 채권침해", 고시계, 제19권제7호, 1974.7.
- "강제이행", 고시계, 제19권제8호, 1974.8.
- "채무의 인수", 고시계, 제19권제9호, 1974.9.
- "상계", 고시계, 제19권제10호, 1974.10.
- "대위변제", 고시계, 제19권제11호, 1974.11.
- "변제의 제공", 고시계, 제19권제12로, 1974.12.
- "갱개", 고시계, 제20권제1호, 1975.1.
- "채권자지체", 고시계, 제20권제2호, 1975.2.
- "민법상의 물건의 분류", 고시계, 제20권제8호, 1975.8.
- "시효서설", 고시계, 제20권제9호, 1975.9.
- "법인의 본질", 고시계, 제20권제11호, 1975.11.
- "경찰의 부조리 척결과 사기문제"(지상 좌담회), 월간대경, 1975.4.
- "복대리", 고시계, 제21권제9호, 1976.9..
- "법률행위의 취소의 효과", 고시계, 제21권제10호, 1976.10.
- "법률행위의 목적의 적법", 고시계, 제22권제3호, 1977.3.
- "권리행사의 위법", 고시계, 제22권제4호, 1977.4.
- "민법의 해석과 유추", 고시계, 제22권제7호, 1977.7.
- "대리권의 제한", 고시계, 제22권제8호, 1977.8.
- "법률행위의 해석", 고시계, 제22권제9호, 1977.9.
- "실종선고의 취소", 고시계, 제22권제10호, 1977.10.
- "블문민법의 법원성", 고시계, 제22권제12호, 1977.12.
- "점유제도의 기본적 개설", 고시계, 제23권제2호, 1978.2.
- "점유와 점유권", 고시계, 제23권제3호, 1978.3.
- "제3취득자의 변제", 고시계, 제23권제4호, 1978.4.
- "점유권의 취득", 고시계, 제23권제5호, 1978.5.
- "간접점유권", 고시계, 제23권제6호, 1978.6.
- "물권변동의 서설", 고시계, 제23권제7호, 1978.7.
- "취득시효", 고시계, 제23권제8호, 1978.8.
- "물권행위", 고시계, 제23권제8~9호, 1978.8~9.
- "부동산물권변동의 공시", 고시계, 제23권10호, 1978.10.
- "동산물권의 공시", 고시계, 제23권제11호, 1978.11.
- "등기청구권론", 고시계, 제23권제12호, 1978.12.
- "도시의 두 상린관계", 고시계, 제24권제1호, 1979.1.
- "물권적청구권", 고시계, 제24권제2호, 1979.2.
- "등기의 종류 및 유효요건", 고시계, 제24권제3호, 1979.3.
- "소유권의 취득시효", 고시계, 제24권제4호, 1979.4.
- "명인방법", 고시계, 제24권제5호, 1979.5.
- "도품유실물에 관한 선의취득의 특칙", 고시계, 제24권제6호, 1979.6.
- "담보물권의 통유성", 고시계, 제24권제7호, 1979.7.
- "동산질권의 설정계약 및 피담보채권", 고시계, 제24권제8호, 1979.8.
- "조합", 고시계, 제25권제4~6호, 1980.4~6.
- "매도인의 담보책임", 고시계, 제25권제7~8호, 1980.7~8.
- "특수한 매매", 고시계, 제25권제9호, 1980.9.
- "계약금(보증금)", 고시계, 제25권제10호, 1980.10.
- "매매의 예약", 고시계, 제25권제12호, 1980.11.
- "환매론", 고시계, 제25권제12호, 1980.12.
- "낙성소비대차", 고시계, 제26권제1호, 1981.1.
- "임차권의 물권성", 고시계, 제26권제3호, 1981.3.
- "임차인의 권리의무 및 지위의 양도", 고시계, 제26권제4호, 1981.4.
- "임차권의 양도", 고시계, 제26권제5호, 1981.5.
- "임치", 고시계, 제26권제호, 1981.6.
- "부동산임대차에 있어서의 보증금 및 권리금", 고시계, 제26권제7호, 1981.7.
- "위임", 고시계, 제26권제8호, 1981.8.
- "도급", 고시계, 제26권제9호, 1981.9.
- "고용", 고시계, 제26권제10호, 1981.10.
- "신원보증", 고시계, 제26권제11호, 1981.11.
- "증여", 고시계, 제26권제12호, 1981.12.
- "현상광고", 고시계, 제27권제1호, 1982.1.
- "사용대차", 고시계, 재27권제2호, 1982.2.
- "공해개론", 고시계, 제27권제3호, 1982.3.
- "시효제도의 검토(초록)", 고시계, 제28권제1호, 1983.1.
- "소멸시효", 고시계, 제28권제4~7호, 1983.4~7.
- "시효제도", 재산법연구, 제1권제1호, 한국재산법학회, 1984.
- "자연채무에 관한 단견", 월간고시, 제13권제10호, 1986.10.
- "자연채무의 도의성에 관하여", 재산법연구, 제4권제1호, 한국재산법학회, 1987.
- "표현대리", 월간고시, 제14권제3호, 1987.3.